# Рей Морріс
Рейчел Енн «Рей» Морріс (англ. Rachel Anne "Rae" Morris; нар. 2 вересня 1992, Блекпул, Ланкашир, Англія, Велика Британія) — британська співачка та авторка пісень.

## Біографія
Морріс народилась в Блекпулі, графство Ланкашир. Почала грати на фортепіано в чотири роки. Її батько Неіл був пожежним, а мати Леслі — асистент з трудової терапії. Має старшого брата. В шкільні роки захоплювалась музикою та спортом, а саме: бігом та нетболом. Почала писати пісні приблизно в 15 років . 
Працювала офіціанткою в футбольному клубі Блекпул.

## Музична кар'єра
Виступати Морріс почала ще в студентські роки. У серпні 2011 виступила на фестивалі «Leeds & Reading». Після цього оголосила про свій сольний тур з виступами в Оксфорді, Лондоні та Едінбурзі. В цьому ж році підписала контракт з лейблами Universal Music Publishing Group та Atlantic Records. 
В березні 2012 виходить сингл Don’t Go, який звучить в одному з епізодів британьського телесеріалу «Скінс». В 2013-2014 працювала на розігріві у Bombay Bicycle Club, Ліанн Ла Хавас, Noah and the Whaleruen, Тома Оделла та Джорджа Езрі. У 2014 співпрацювала з британським інді-рок гуртом Bombay Bicycle Club.
Після виходу синглу Under the Shadows у січні 2015, Морріс вирушила у концертний тур Європою. Джим Еліот на початку 2015 року спродюсував дебютний альбом співачки Unguarded.

## Цікаві факти
- Ім’я Рей запозичила у свого дідуся Реймонда (Raymond). Дідусь тесля та місцевий музикант[10]. Помер до її народження.
- Їі творча натхненниця — Каріма Френсіс[11].
- Пішла працювати офіціанткою в 13 років.

## Дискографія

### Студійні альбоми
1. Unguarded (2015)

### Міні-альбоми
1. For You (2012)
2. Grow (2012)
3. From Above (2013)
4. Do You Even Know? (2014)
5. Cold (2014)
6. Closer (2014)

### Сингли
1. Don’t Go (2012)
2. Grow (2012)
3. From Above (2013)
4. Do You Even Know? (2014)
5. Cold (2014)
6. Closer (2014)
7. Under the Shadows (2015)
8. Love Again (2015)
9. Don’t Go (2015)

### Відеокліпи
1. Don’t Go (2012)
2. Grow (2012)
3. Way Back When (2013)
4. From Above (2013)
5. Wait a While (2013)
6. Skin (2014)
7. Do You Even Know? (2014)
8. «Cold» featuring Fryars (2014)
9. Closer (2014)
10. Under the Shadows (2015)
11. Love Again (2015)
12. Don’t Go (2015)